# ژرژ سادول

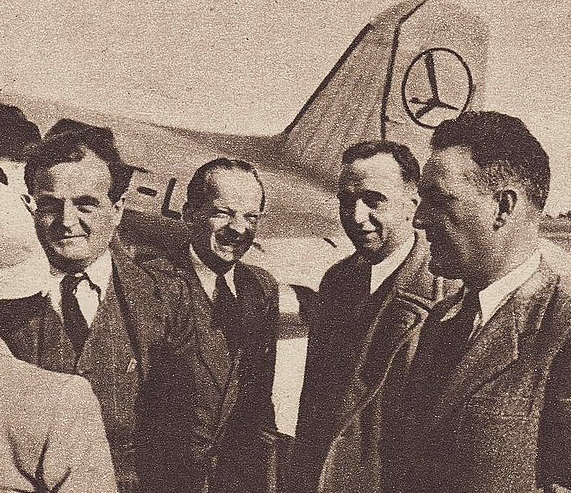
ژرژ سادول نفر اول تصویر از سمت چپ

ژرژ سادول (انگلیسی: Georges Sadoul) (زاده ۴ فوریه ۱۹۰۴ در نانسی – درگذشته ۱۳ اکتبر ۱۹۶۷ در پاریس) استاد دانشگاه، حقوقدان، روزنامه‌نگار و سینمایی‌نویس اهل فرانسه بود. سادول نخستین مورخ سینما است که تاریخ سینما را از نقطه‌نظرهای اقتصادی، سیاسی و فنی بررسی کرده‌است. تاریخ سینمای جهان (۱۹۴۹)، شگفتی‌های سینما (۱۹۵۷)، زندگی چارلی چاپلین (۱۹۵۷)، ژرژ ملیس (۱۹۶۱) و ژرار فیلیپ (۱۹۶۷) از آثار اوست.

## پیشینه
سادول در دانشگاه سوربن و در آموزشگاه مطالعات عالی سینما موسوم به ایدک دروس مربوط به مطالعات عالی فیلم و تاریخ سینما تدریس می‌کرد. عمدهٔ شهرت وی در خارج از فرانسه به خاطر نوشتن فرهنگ فیلم‌ها و فرهنگ کارگردان‌هاست که هر ۲ عنوان کتاب بارها به زبان انگلیسی ترجمه شده‌است. از کتاب‌های دیگر سادول می‌توان به تاریخ عمومی سینما در ۶ جلد، تاریخ هنر سینما، سینمای فرانسه و تاریخ سینمای جهان از آغاز تا امروز اشاره کرد.

## در ایران
در ایران نیز آثار ژرژ سادول توسط ناشران و هم توسط فصلنامه‌های سینمایی به فارسی ترجمه شده‌اند. ترجمه مهم‌ترین اثر او فرهنگ فیلم‌های سینما در ۲ جلد توسط ناشرین مختلف منتشر شده‌است.